# Leptochilus tussaci
Leptochilus tussaci är en stekelart som beskrevs av Giordani Soika 1986. Leptochilus tussaci ingår i släktet Leptochilus och familjen Eumenidae. Inga underarter finns listade i Catalogue of Life.